# Monika Wulf-Mathies
Monika Wulf-Mathies (ur. 17 marca 1942 w Wernigerode) – niemiecka polityk i działaczka związkowa, w latach 1982–1994 przewodnicząca ÖTV, w latach 1995–1999 członkini Komisji Europejskiej.

## Życiorys
Studiowała historię, germanistykę i ekonomię na Uniwersytecie w Hamburgu oraz na Uniwersytecie we Fryburgu. Politycznie związana z Socjaldemokratyczną Partią Niemiec. W latach 1968–1976 pracowała w federalnej administracji rządowej, początkowo jako dyrektor departamentu w ministerstwie spraw gospodarczych, od 1971 jako dyrektor departamentu polityki społecznej w urzędzie kanclerza. Od 1976 była etatową działaczką związkową w ramach Gewerkschaft Öffentliche Dienste, Transport und Verkehr, weszła wówczas do jej komitetu wykonawczego. Od 1982 do 1994 pełniła funkcję przewodniczącej tej organizacji. W międzyczasie była również m.in. członkinią rady nadzorczej Lufthansy.
W 1995 została członkinią Komisji Europejskiej. W KE kierowanej przez Jacques’a Santera odpowiadała za politykę regionalną. Stanowisko to zajmowała do 1999. Pełniła później społecznie funkcję doradcy kanclerza Gerharda Schrödera. Od 2001 do 2009 kierowała działem polityki i zrównoważonego rozwoju w Deutsche Post, po czym została doradcą tego przedsiębiorstwa. Była także przewodniczącą Sieci Ruchu Europejskiego Niemcy.